# Ali Yasar
Ali Yasar(Turks:Ali Yaşar) (8 maart 1995) is een Turks-Belgische voetballer die bij voorkeur als verdediger speelt. Hij stroomde in 2014 door vanuit de jeugd van Standard Luik. In januari 2016 vertrok hij naar Roda, waar hij zijn wedstrijden voor het beloftenelftal speelt.

## Carrière
Yasar maakte op 2 augustus 2014 zijn officieel debuut voor Standard Luik. De 19-jarige verdediger mocht toen van coach Guy Luzon in de basis starten in een competitieduel tegen KV Kortrijk.

## Statistieken
| Seizoen | Club                     | Land             | Competitie         | Competitie | Competitie | Beker | Beker | Supercup | Supercup | Europees | Europees | Totaal | Totaal |
| Seizoen | Club                     | Land             | Competitie         | Wed.       | Dlp.       | Wed.  | Dlp.  | Wed.     | Dlp.     | Wed.     | Dlp.     | Wed.   | Dlp.   |
| ------- | ------------------------ | ---------------- | ------------------ | ---------- | ---------- | ----- | ----- | -------- | -------- | -------- | -------- | ------ | ------ |
| 2014/15 | Standard Luik            | Vlag van België  | Jupiler Pro League | 1          | 0          | 0     | 0     | —        | —        | 0        | 0        | 1      | 0      |
| 2015/16 | Standard Luik            | Vlag van België  | Jupiler Pro League | 0          | 0          | 0     | 0     | —        | —        | 0        | 0        | 0      | 0      |
| 2017/18 | Konya Anadolu Selçukspor | Vlag van Turkije | 2.Lig Beyaz        | 31         | 3          | 2     | 1     | —        | —        | 0        | 0        | 33     | 4      |
| 2018/19 | →Altınordu SK            | Vlag van Turkije | TFF 1. Lig         | 11         | 0          | 0     | 0     | —        | —        | 0        | 0        | 11     | 0      |
| 2019/20 | Konyaspor                | Vlag van Turkije | Süper Lig          | 3          | 0          | 1     | 0     | —        | —        | 0        | 0        | 4      | 0      |
| 2019/20 | →Altınordu SK            | Vlag van Turkije | TFF 1. Lig         | 11         | 0          | 0     | 0     | —        | —        | 0        | 0        | 11     | 0      |
| 2020/21 | Istanbulspor             | Vlag van Turkije | TFF 1. Lig         | 32         | 2          | 0     | 0     | -        | -        | 0        | 0        | 32     | 2      |
| Totaal  | Totaal                   | Totaal           | Totaal             | 89         | 5          | 3     | 1     | 0        | 0        | 0        | 0        | 92     | 6      |

1 Bucker ·
4 Koglin ·
5 Jansen ·
6 Spieringhs ·
7 Razak ·
8 Müller ·
9 Çukur ·
10 Schwirten ·
11 Griffith ·
13 Röseler ·
14 Breij ·
15 Beerten ·
16 Treichel ·
17 Džepar ·
18 Köther ·
20 Leijten ·
21 Kongolo  ·
22 Kruiver ·
23 Steins ·
24 Boti ·
26 El Meliani ·
27 Bangura ·
30 Van Hemelryck ·
31 Maiorano ·
32 Moro ·
33 Timmermans ·
34 Veendorp ·
35 Doulashi ·
47 Seedorf ·
52 El Maach ·
72 Vancsa ·
77 Sejdiu ·
97 Baeten ·
Coach: Sibum
· Assistent-coach: Henkens
· Assistent-coach: Luijpers
· Keeperstrainer: Telgenkamp